# Petare
Petare ist eine venezolanische Stadt im nördlichen Bundesstaat Miranda und zugleich Verwaltungssitz des Municipio Sucre mit 412.756 (2007) Einwohnern, 640.762 im Municipio.
Die Stadt wurde 1621 unter dem Namen Dulce Nombre de Jesús de Petare gegründet und liegt heute im Ballungsraum Caracas.
Petare hat zwei Universitäten und einen Fernsehsender. Das starke Bevölkerungswachstum führte zur Bildung vieler Elendsquartiere. Die Kriminalität ist hoch.

## Verkehr
Ab 1911 gab es einen Bahnhof der Venezuela Central Railway die Caracas mit Santa Lucia verband und ab 1922 bis nach Ocumare del Tuy führte. 1954 wurde der Zugverkehr eingestellt. Heute verbindet die Linie 1 der Metro Caracas Petare mit der Hauptstadt. Von deren östlicher Endstation führen zwei Seilbahnen nach La Dolorita und Mariche.

## Söhne und Töchter der Stadt
- Julián Castro Contreras (1805–1875), venezolanischer General und von 1858 bis 1859 Präsident der Republik Venezuela
- Rosmit Mantilla (* 1982), Politiker